# Anastasio Aguirre
Anastasio Aguirre Latártegui (Erandio, 1894-1980) fue un empresario y político vasco, alcalde de Erandio durante la Segunda República Española. 

## Biografía
Anastasio Aguirre nació en Erandio en 1894. Fue un político vasco nacionalista vasco durante la Segunda República Española, afiliado desde joven al Partido Nacionalista Vasco.
Se presentó a las elecciones municipales del 12 de abril de 1931, donde salió electo concejal y fue elegido alcalde de Erandio. Volvió a salir elegido alcalde en la siguiente legislatura. Fue cesado del cargo de alcalde por el régimen franquista y encarcelado.